# Megalito

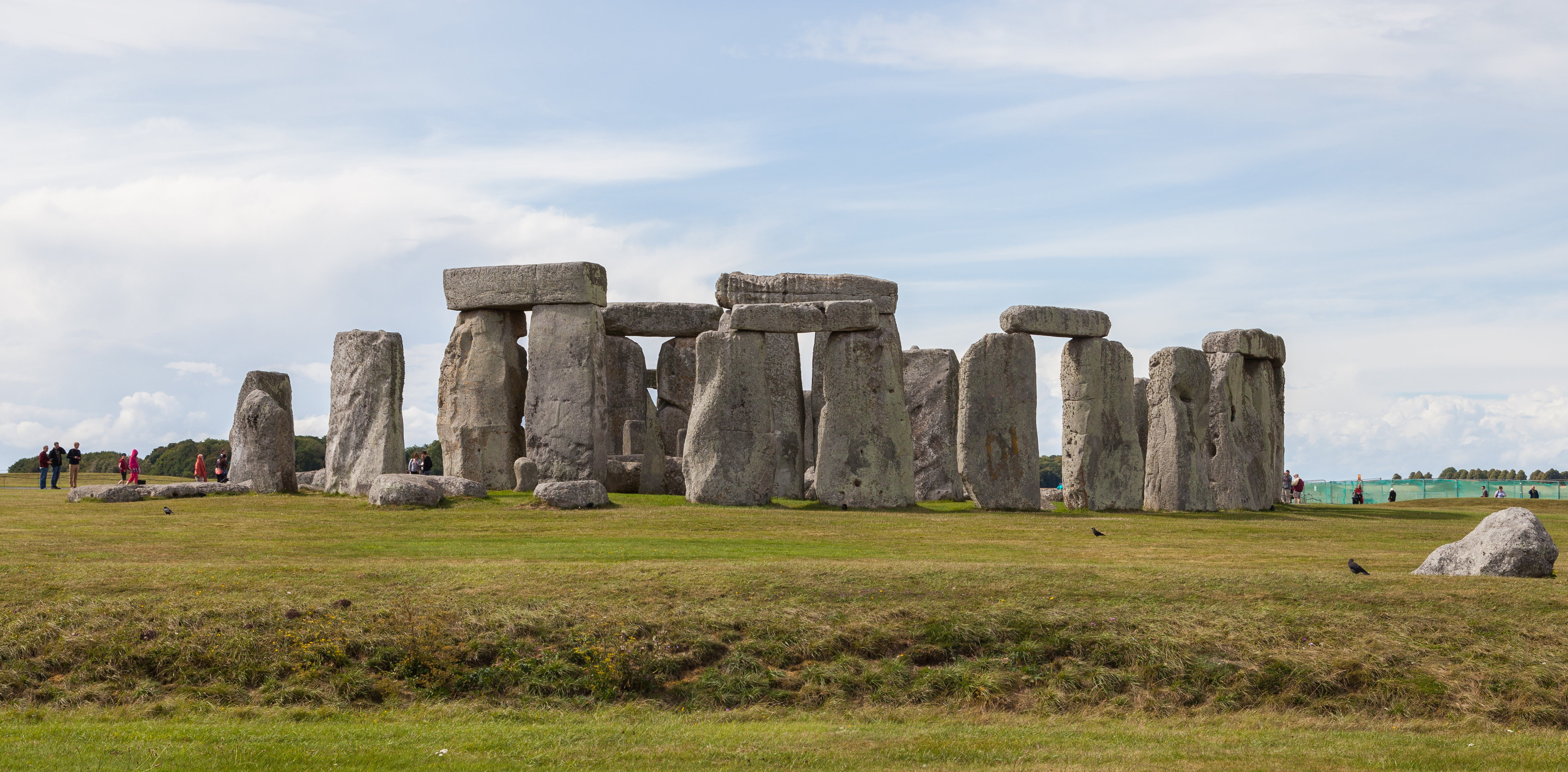
Il complesso megalitico di Stonehenge, in Inghilterra

Un megalito è una grande pietra o un insieme di pietre usate per costruire una struttura o monumento senza l'uso di leganti come calce o cemento, riferibile ad un periodo compreso tra il Neolitico e l'età del bronzo.
Il termine fu coniato nel 1849 dall'antiquario inglese Algernon Herbert, che unì due parole del greco antico: μέγας, traslitterato mégas, cioè "grande", e λίθος, líthos, che significa "pietra".

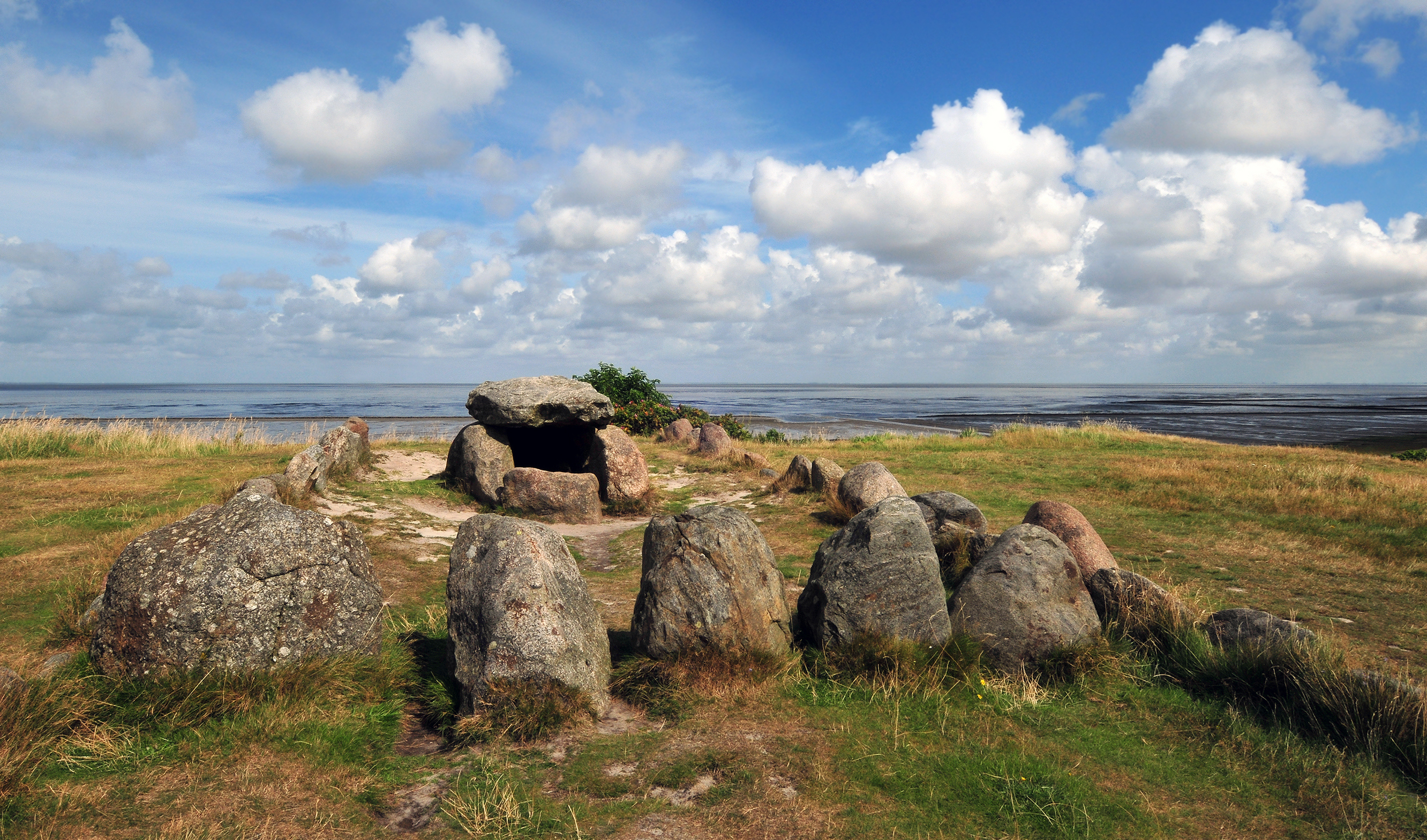
Tomba megalitica harhoog (un tipo di dolmen esteso) situata a Keitum sull'isola di Sylt, nello Schleswig-Holstein, in Germania. Risale probabilmente a circa il 3000 a.C. Nel 1954 è stato spostato dalla sua posizione originale.

## Tipologie
I megaliti presentano forme e strutture diverse, anche se si possono individuare alcune tipologie fondamentali:
- il menhir, un masso grezzo o appena sbozzato, conficcato nel terreno;[4]
- il cairn, una costruzione formata da pietre impilate a secco;[5]
- le statue stele, o statue-menhir, monumenti megalitici di tipo antropomorfo[6]
- il dolmen, caratterizzato da due o più pietre verticali e una orizzontale posta come architrave;[7]
- il cerchio di pietre, pietre poste verticalmente nel terreno in forma più o meno circolare;[1][8]
- l'allineamento di pietre,  pietre poste verticalmente nel terreno in una o più file regolari;[1]
- corridoio coperto, che si presenta come un dolmen allungato;[9]
- la cista, pietre poste a formare una scatola o cassone, con funzioni funerarie;[1]
- la trilite, una struttura formata da due pietre disposte in verticale (piedritti) e una terza appoggiata orizzontalmente sopra di esse (architrave);[10]
- torri megalitiche, come i Nuraghe o i Talaiot.[11][12]
- il cromlech, un insieme di menhir allineati in cerchio, a volte uniti col sistema trilitico a formare un santuario.[13]

## Distribuzione dei megaliti

### Europa

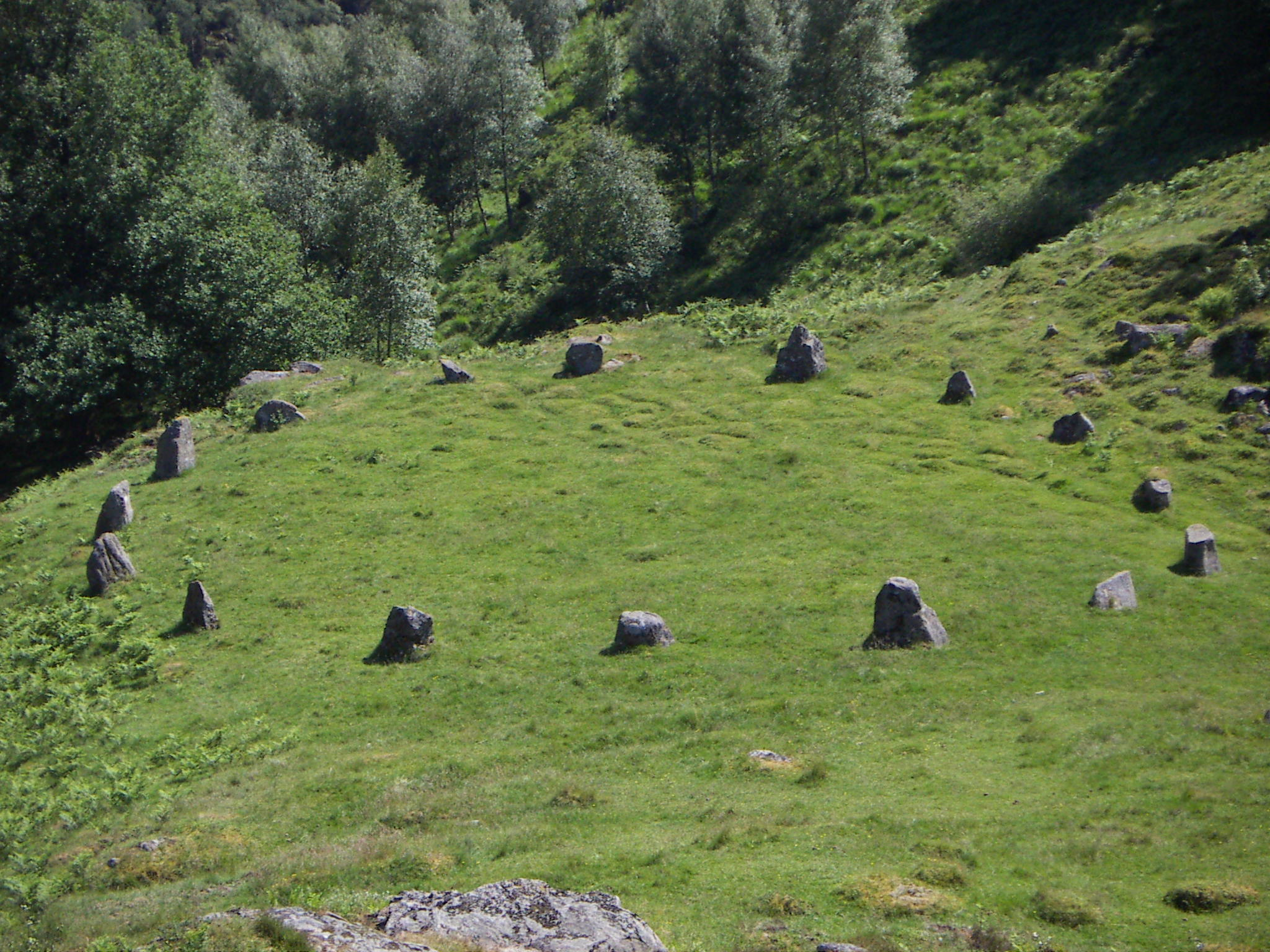
Il cerchio di pietre di Stoplesteinan in Norvegia

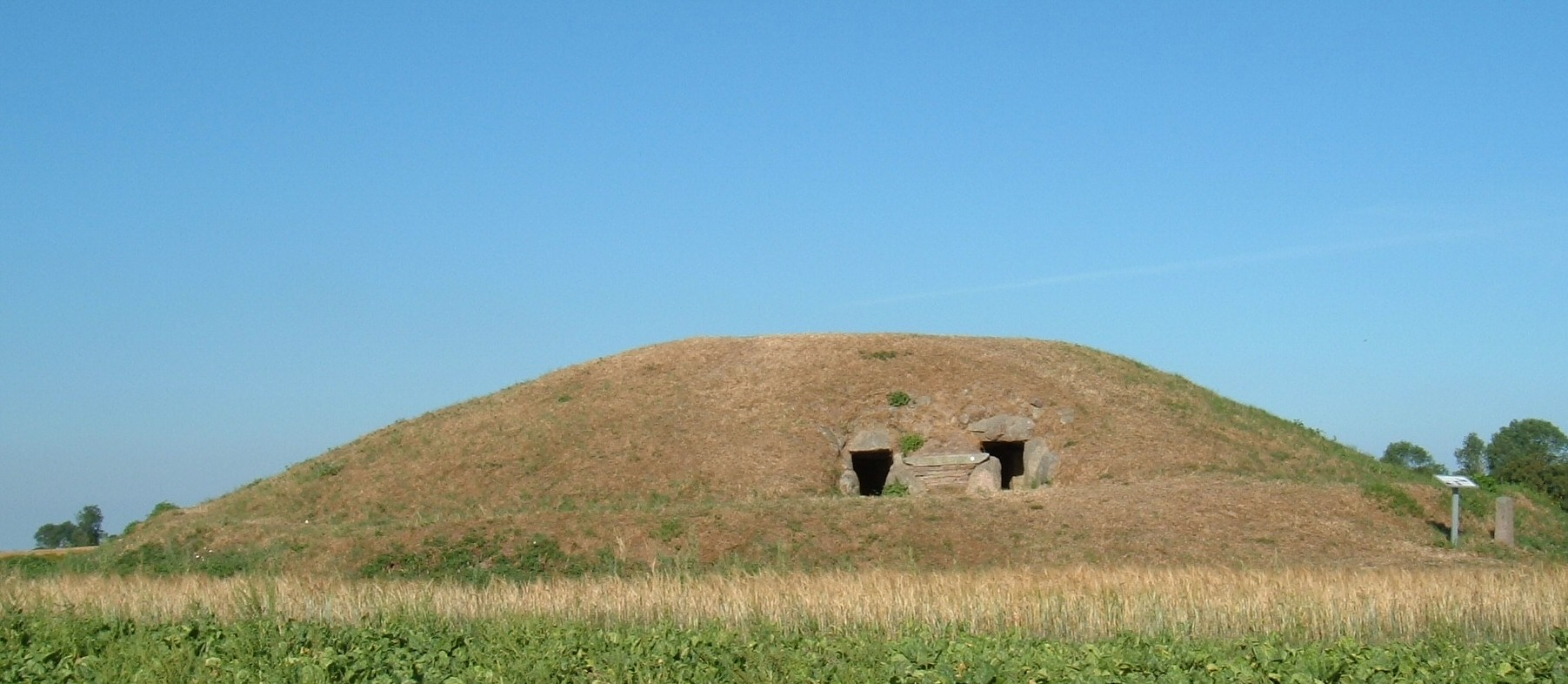
La tomba megalitica di Klekkende Høj in Danimarca, con la sua particola doppia entrata

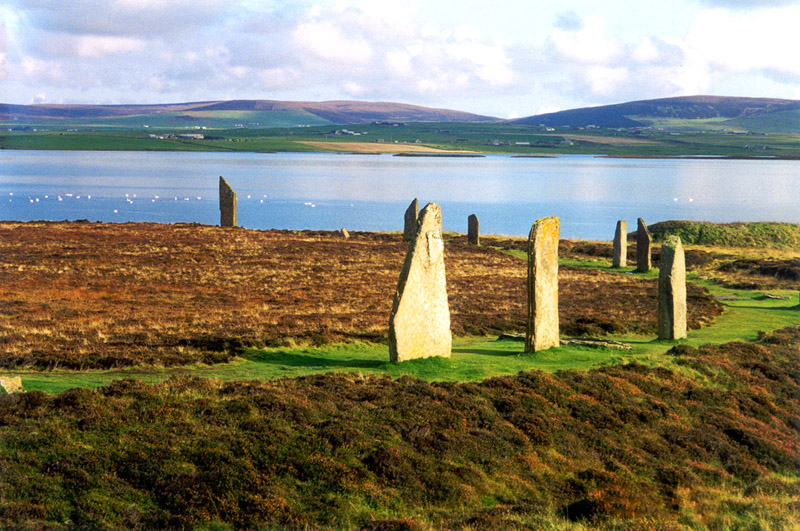
Il cerchio di Brodgar nelle isole Orcadi

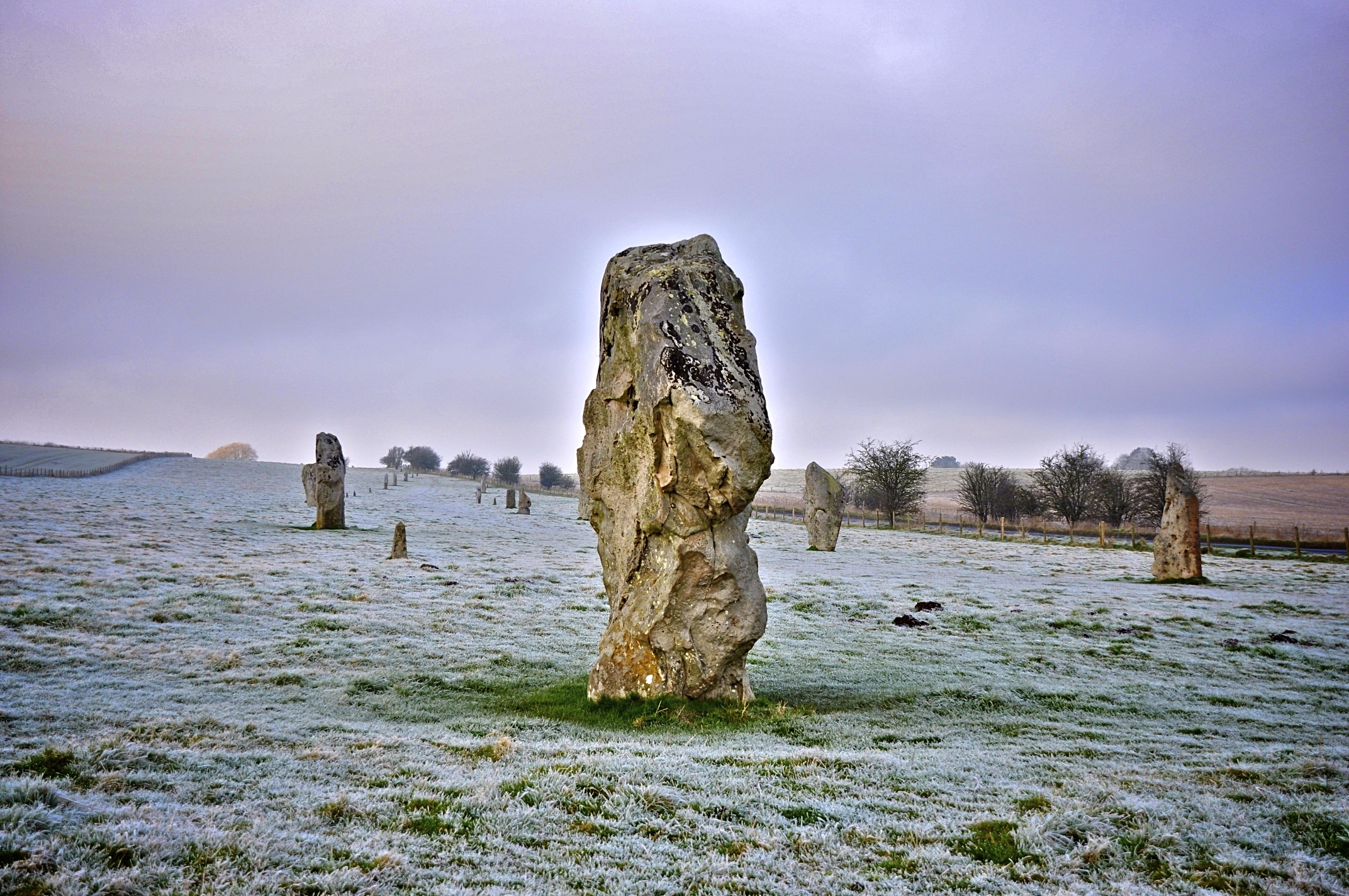
La via delle pietre di Avebury in Inghilterra

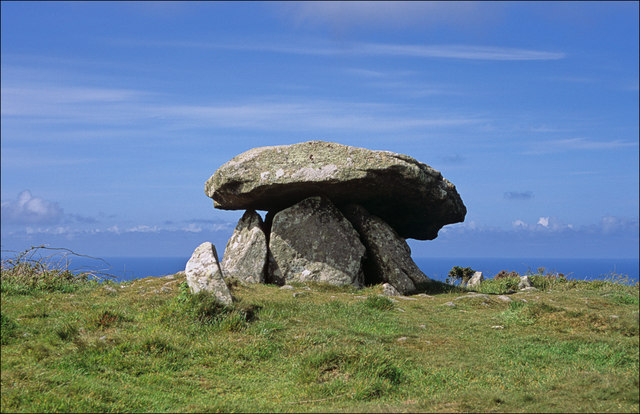
Il Dolmen di Chûn Quoit in Inghilterra

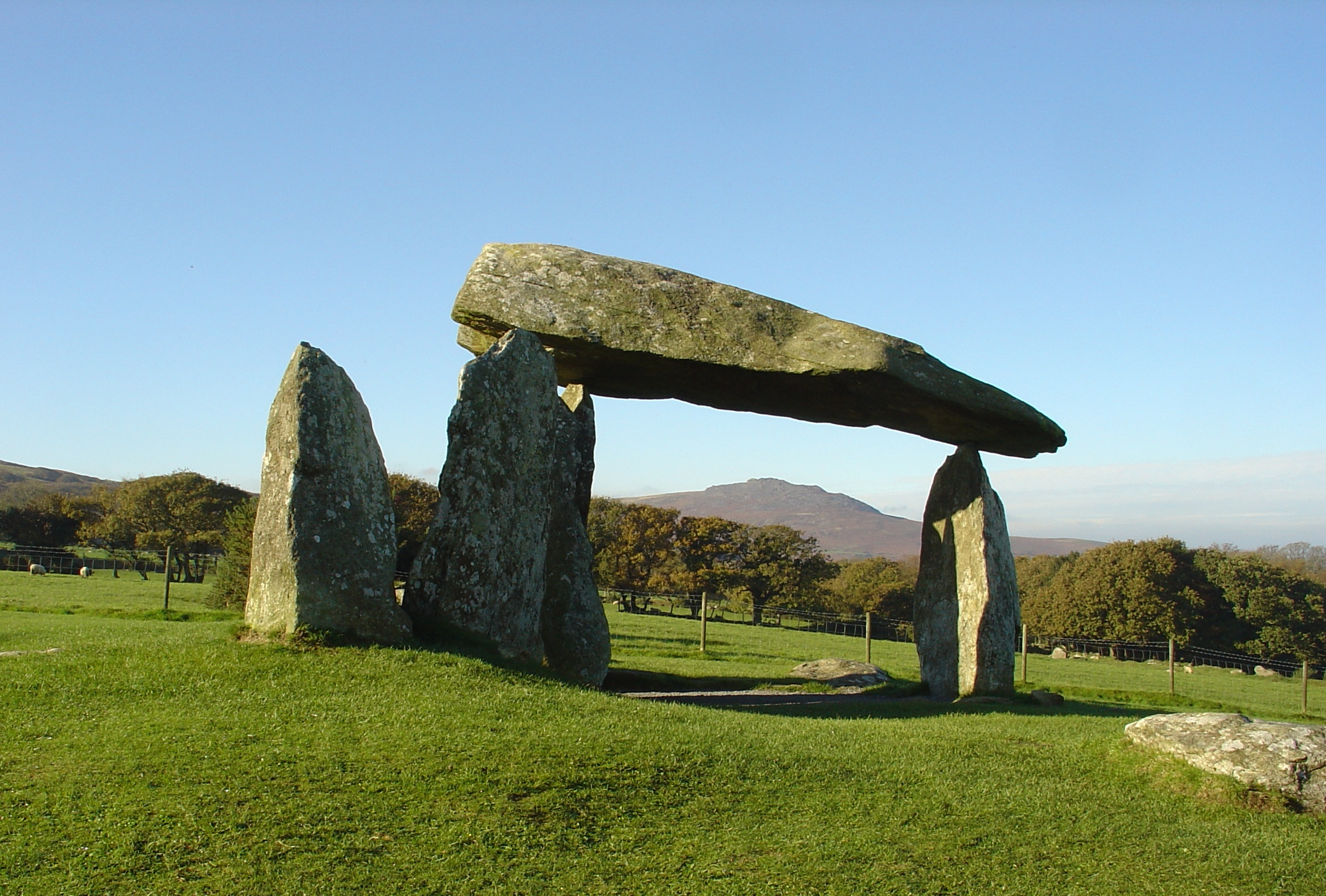
Il Dolmen di Pentre Ifan nel Galles

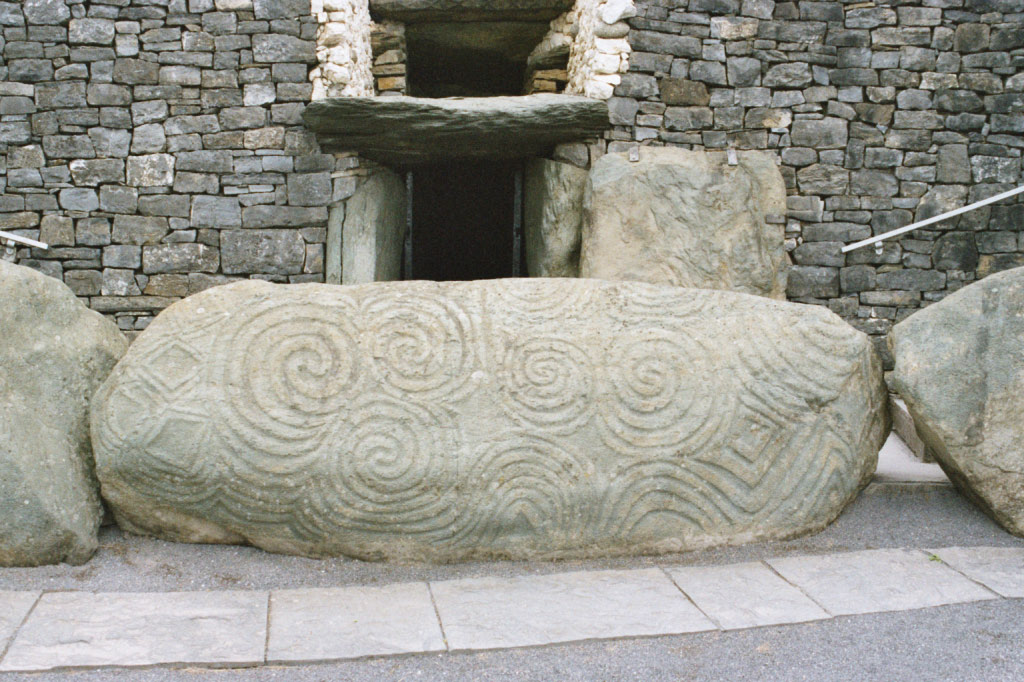
Tumulo di Newgrange nel sito archeologico di Brú na Bóinne in Irlanda: dettaglio dei motivi a losanga e spirale sulla pietra d'entrata

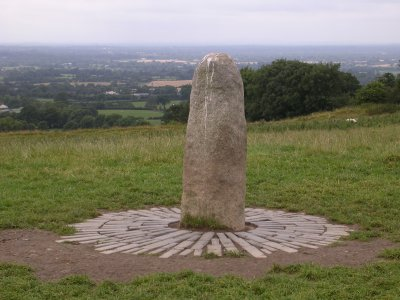
Lia Fáil, presso la quale si svolgeva la cerimonia di incoronazione degli Alti Re d'Irlanda

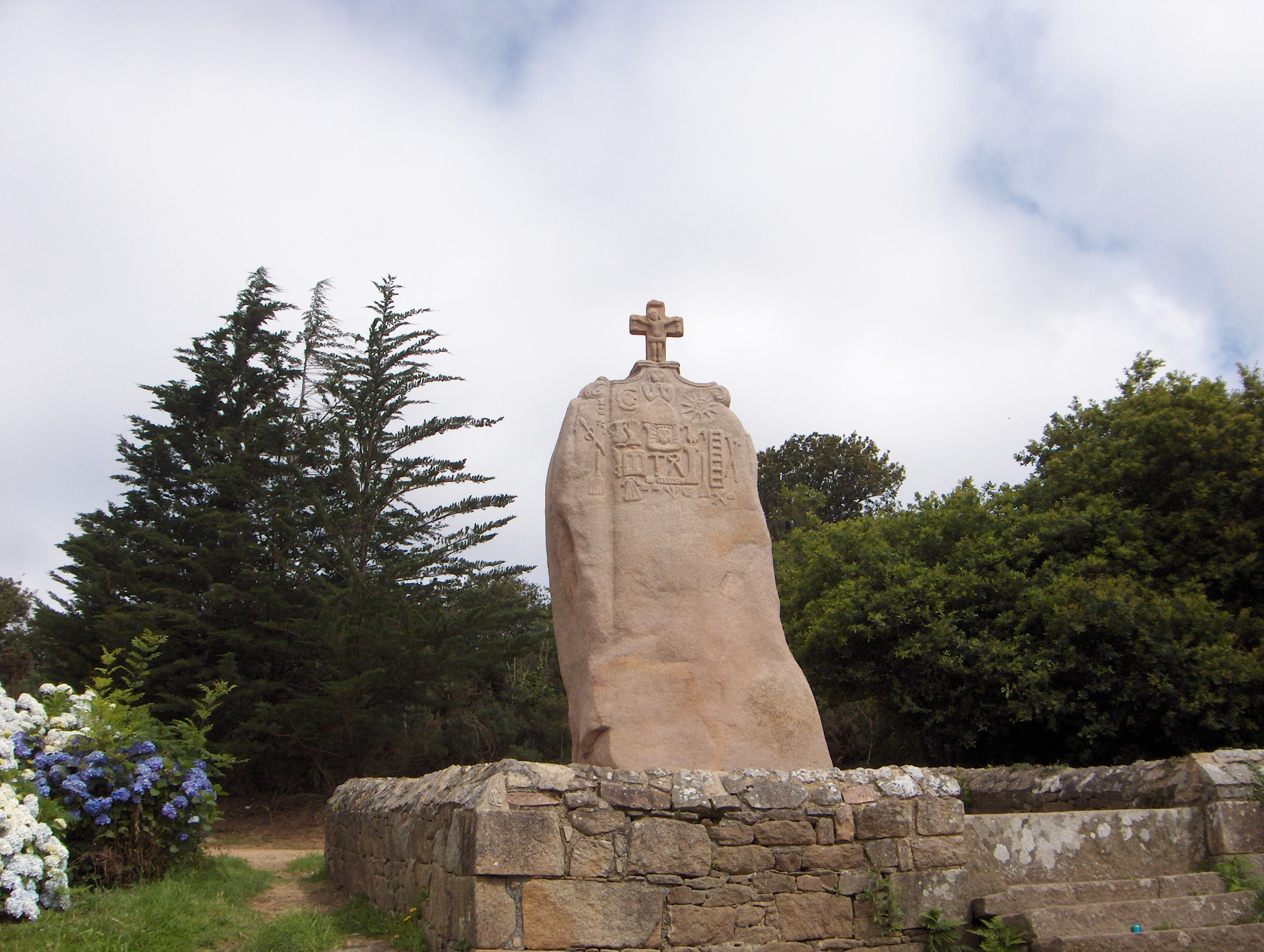
Il menhir di Saint-Uzec in Bretagna, Francia

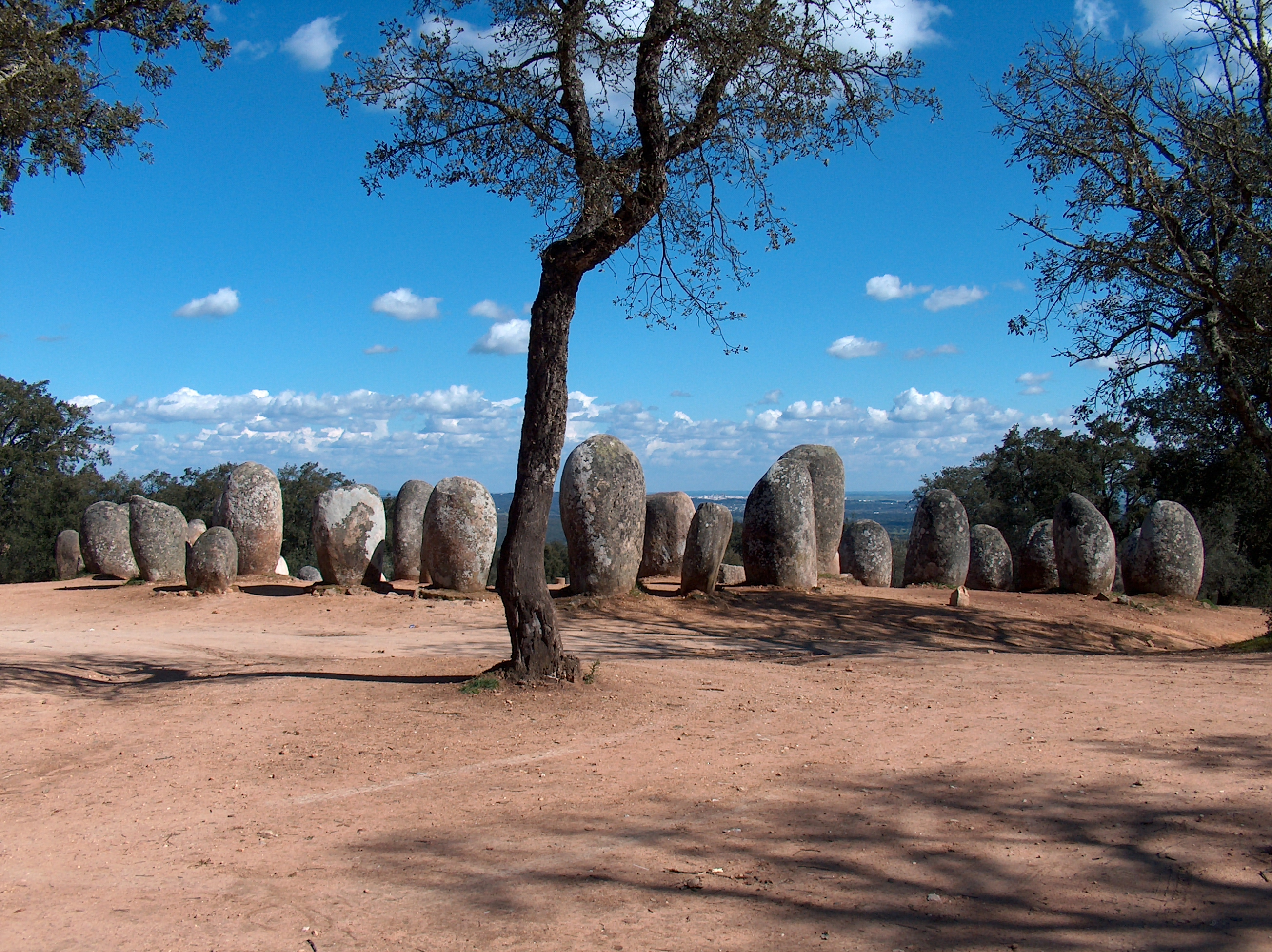
Cromlech di Almendres in Portogallo

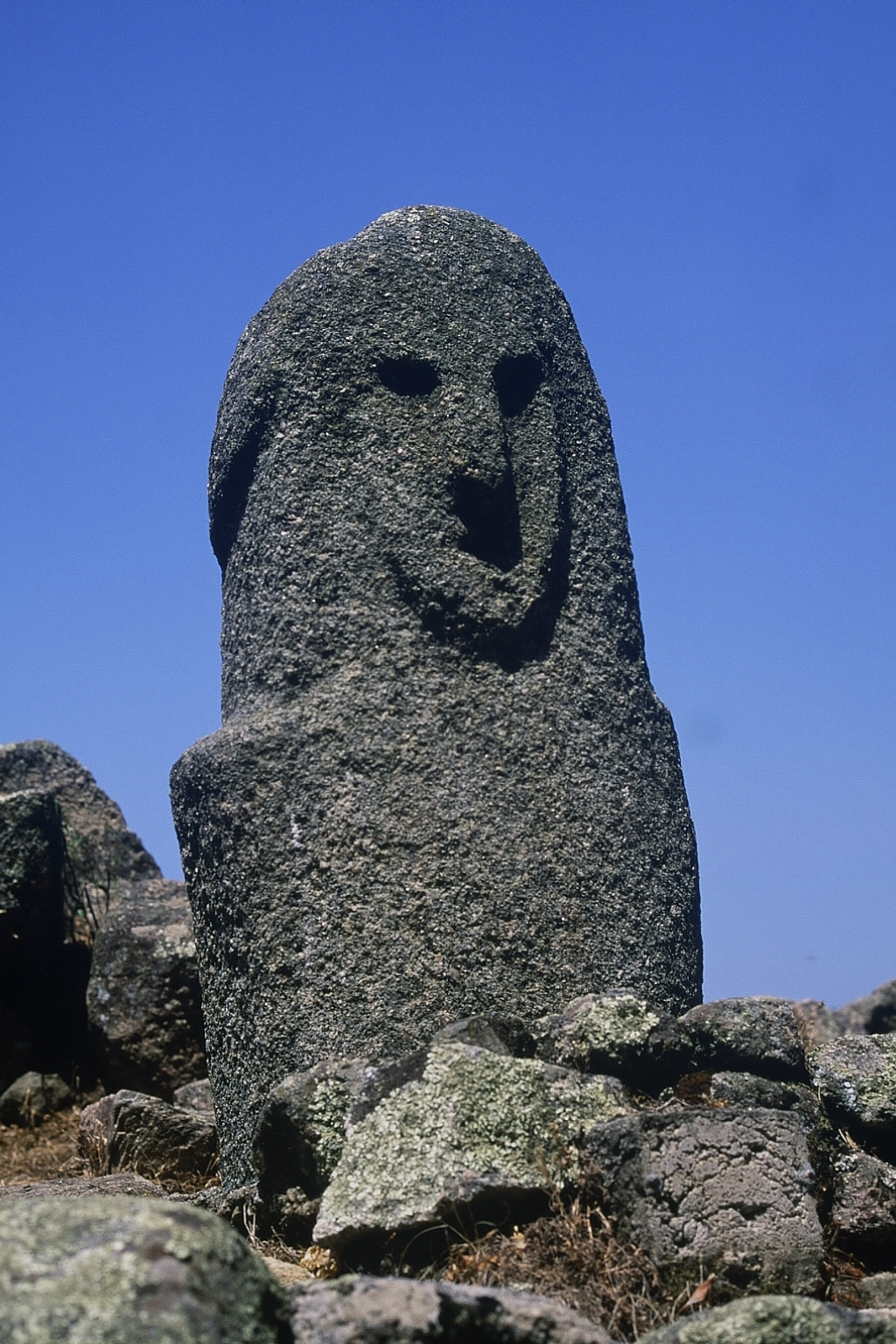
Uno dei menhir di Filitosa in Corsica

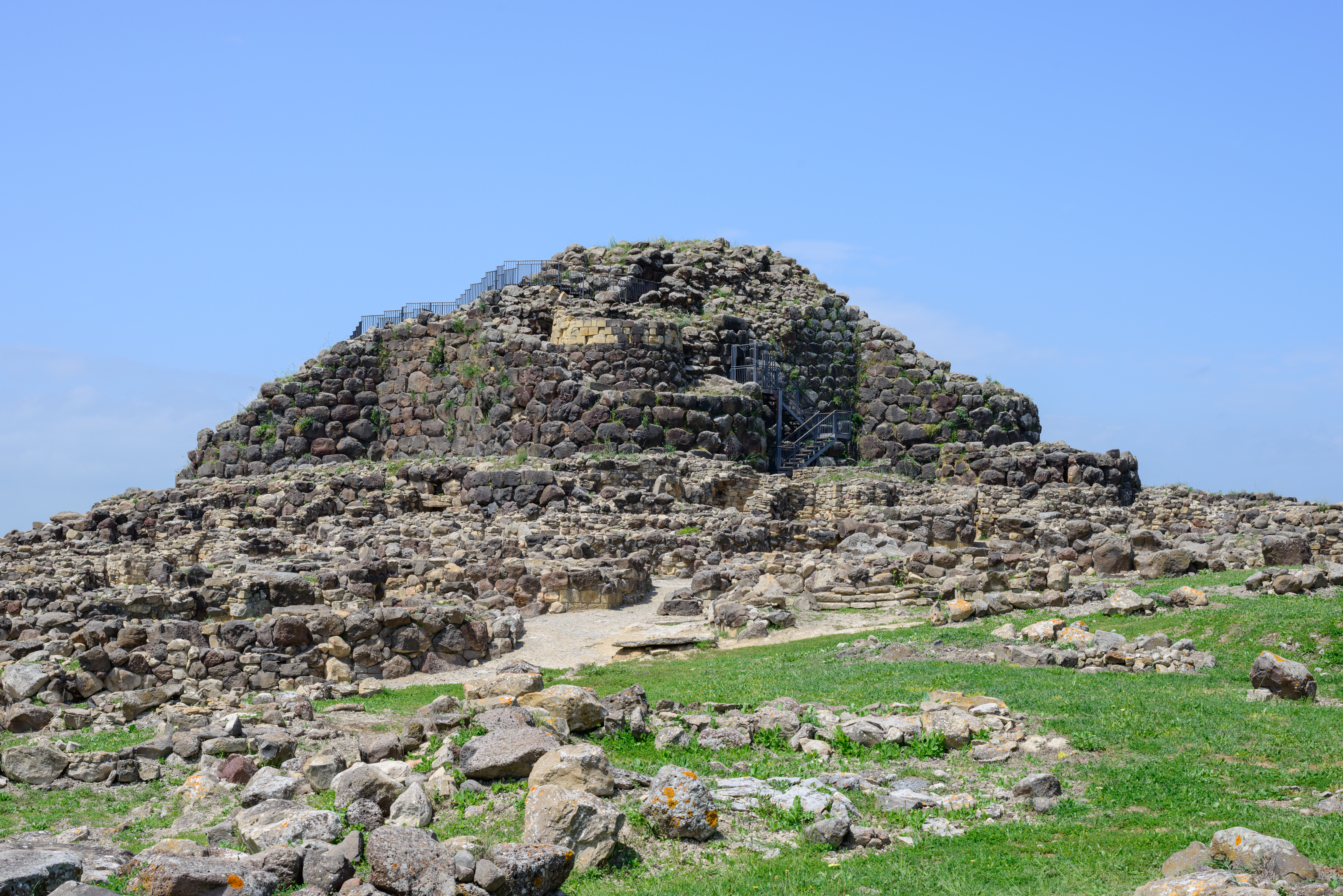
Su Nuraxi in Sardegna

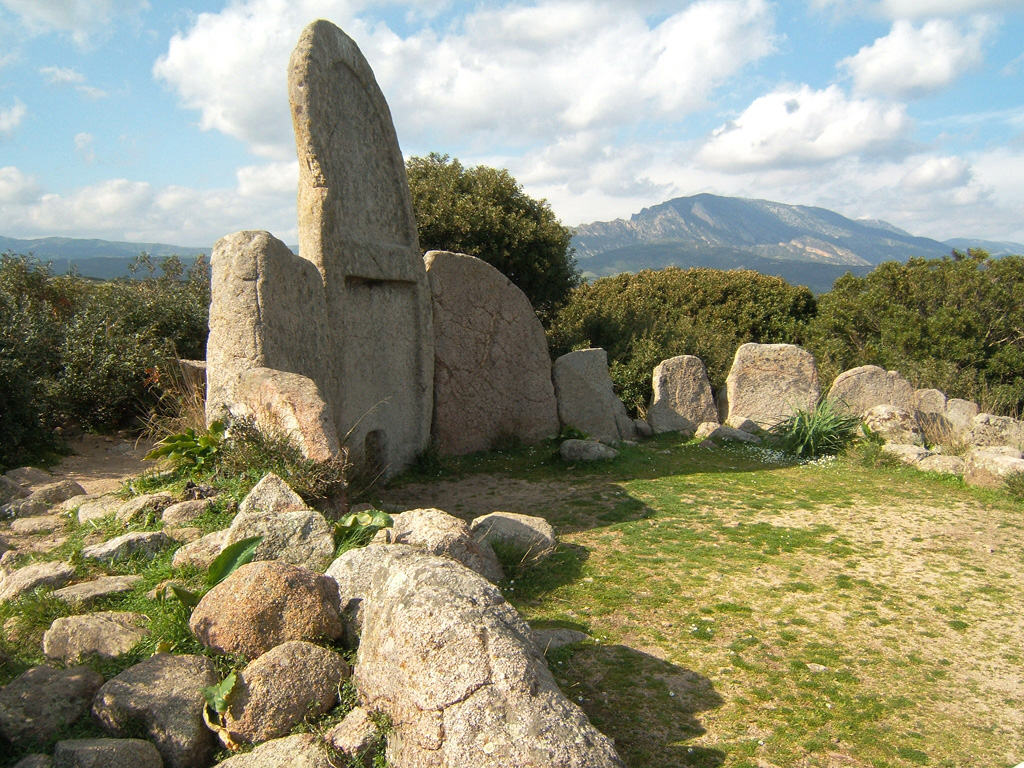
Tomba dei giganti di S'Ena e Thomes in Sardegna

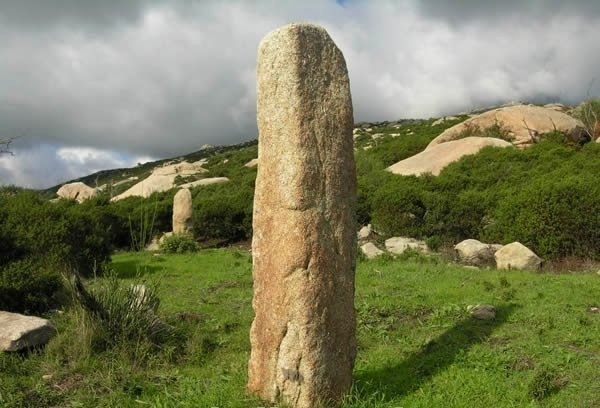
Sassi Ritti sull'Isola d'Elba in Toscana

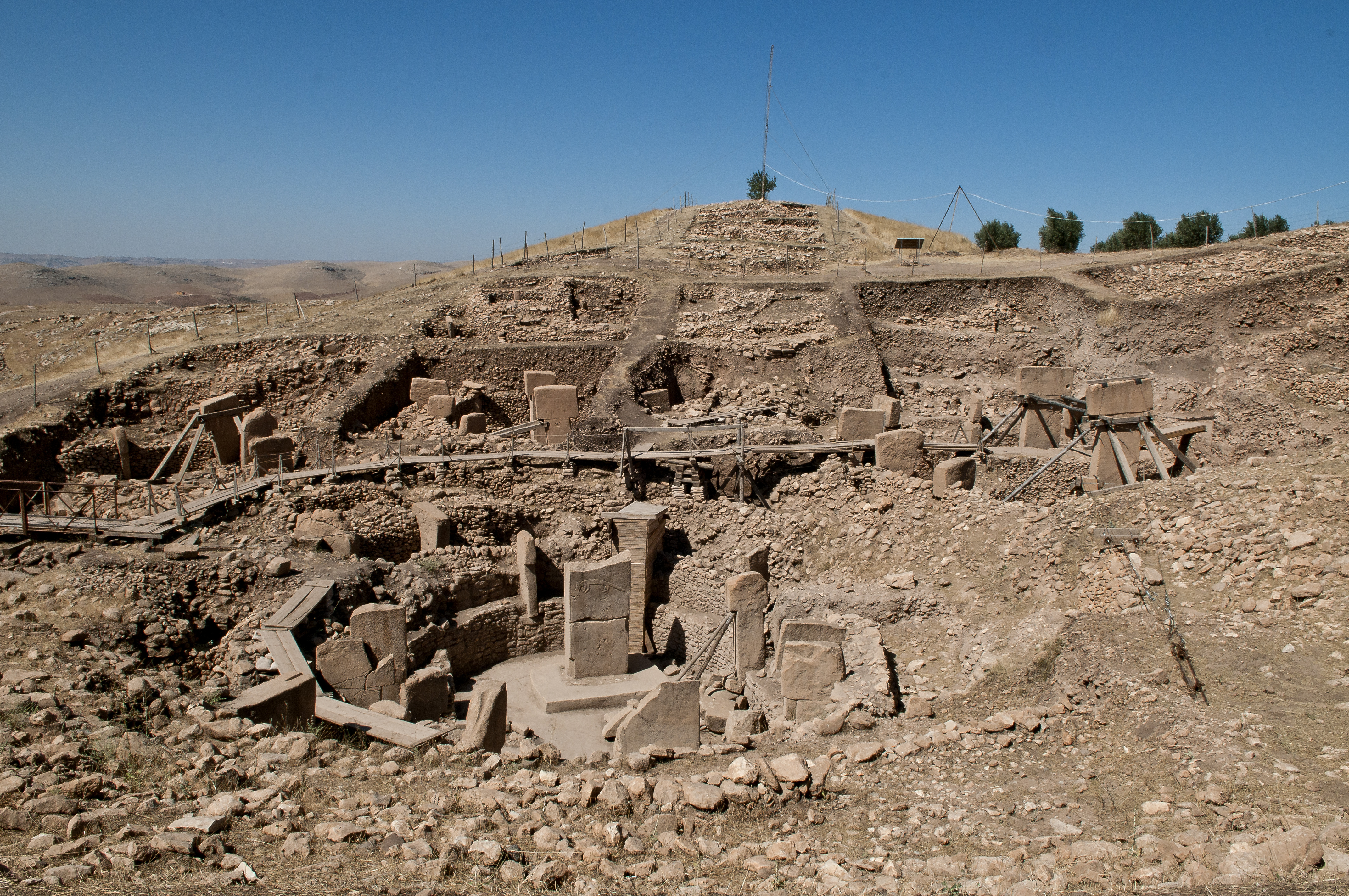
Göbekli Tepe in Turchia

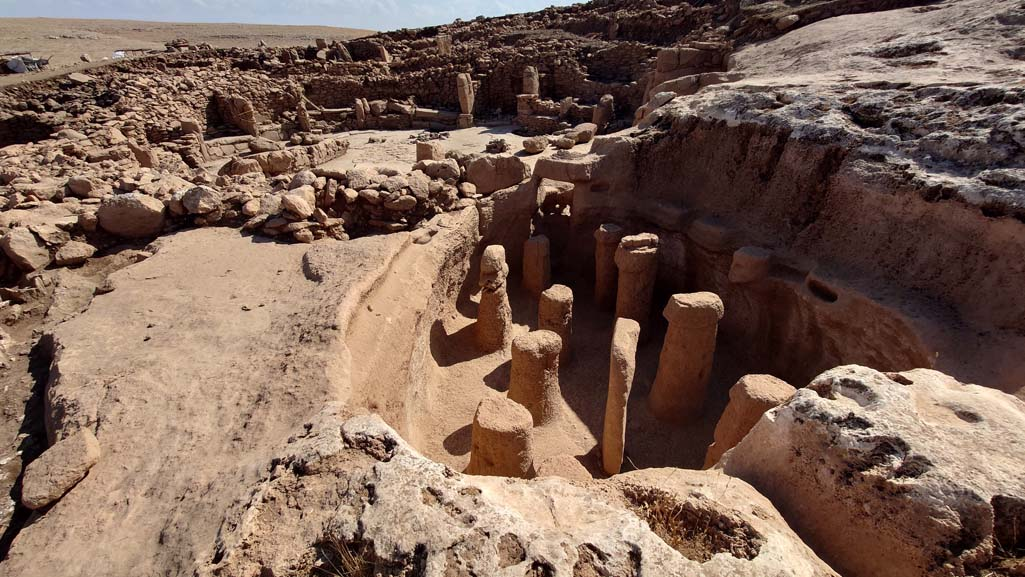
Menhir di Karahan Tepe in Turchia

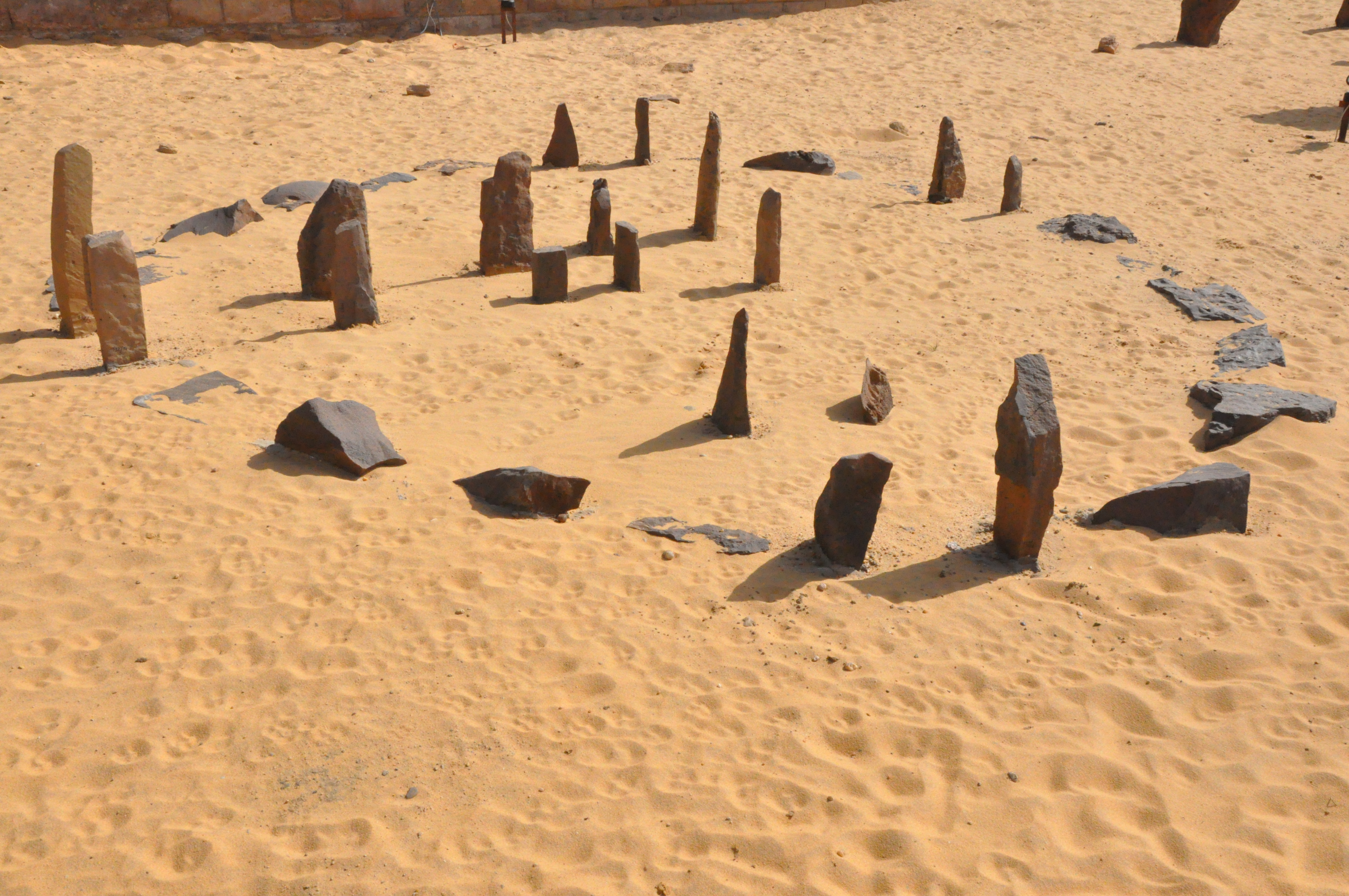
Nabta Playa in Egitto

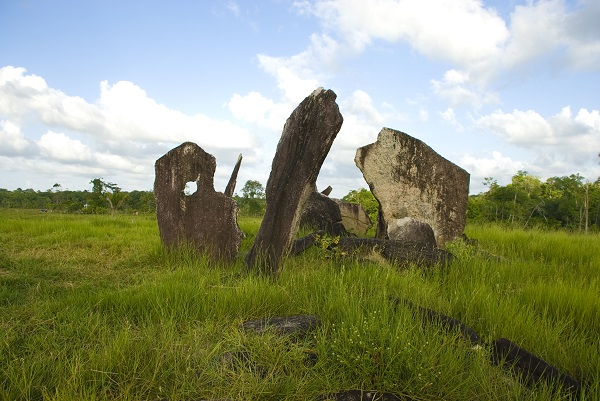
Il cerchio di pietre di Calçoene in Brasile

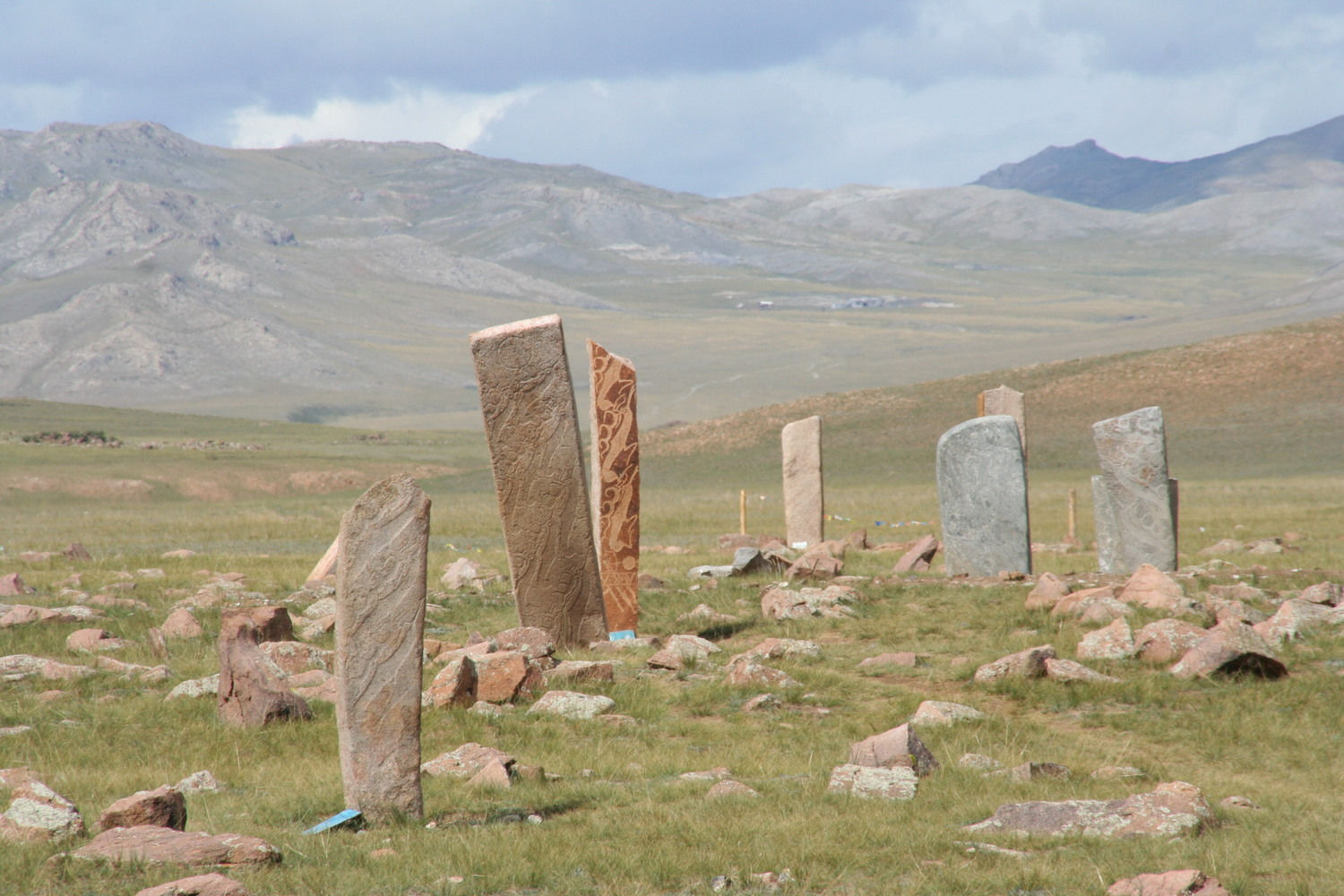
Le Steli del Cervo in Mongolia

In Europa si contano circa 35.000 strutture megalitiche, distribuite lungo la cosiddetta facciata atlantica, e comprendono quelle presenti in Norvegia, Svezia, Danimarca, Germania settentrionale, Paesi Bassi, Belgio, Scozia, Inghilterra, Galles, Irlanda, Francia nord-occidentale, Spagna settentrionale e Portogallo, e quelle presenti nella regione del Mediterraneo, comprendendo quelle presenti nella parte meridionale e sud-orientale della Spagna, Francia meridionale, Corsica, Sardegna, Sicilia, Malta e Baleari, Italia continentale e Svizzera.
In Norvegia, nella contea meridionale del Rogaland, si trova Stoplesteinan, un doppio cerchio di pietra, localmente noto come Stonehenge in miniatura.
In Svezia, nella regione della Scania, si trova Gantoftadösen, un dolmen, eretto tra il 3500 e il 2800 a.C., esempio della cosiddetta cultura del bicchiere imbutiforme,, le pietre runiche di Gällsta e la Pietra runica di Björketorp, un menhir su cui trsa il VI o VII secolo d.C. è stato inciso un testo in proto-norreno.
In Danimarca, sull'isola di Møn, si trovano 119 tombe megalitiche, la più particolare delle quali è Klekkende Høj, risalente circa al 2.500 a.C., l'unica ad avere un doppio ingresso.
In Germania sono molte le testimonianze di tombe megalitiche collettive, come la tomba di Altendorf, nello stato centrale dell'Assia, dove sono state ritrovate oltre 235 inumazioni, o la tomba di Züschen, sempre in Assia, una galleria funebre risalente al 4.000 a.C. . Nei pressi di Oldendorf in Bassa Sassonia si trova Oldendorfer Totenstatt, un sito archeologico dove si trovano dolmen e tumuli neolitici.
In Olanda si trova il dolmen di De Papeloze Kerk, risalente a un periodo compreso tra 4.000-2.700 a.C., tra i più noti del paese.
Nelle isole Orcadi della Scozia si trova il complesso megalitico di tombe di Maeshowe, risalenti al 3.000 a.C., che con il Cerchio di Brodgar e le Pietre erette di Stenness, sempre alle Orcadi, sono protetti come Patrimonio dell'umanità dall'UNESCO dal 1999, Tra i tanti menhir, si cita la Pietra di Lud, nell'estremo nord est del paese, legato alle legende normanne. Nella contea scozzese di Dumfries e Galloway, al confine con l'Inghilterra, si trova il cerchio megalitico di Torhouse, composto da diciannove grossi massi di granito.
Nel nord ovest dell'Inghilterra, in Cumbria si trova il cerchio di pietre di Castlerigg, databile tra il 2000-2500/3000 a.C.,  uno dei più antichi cerchi di pietre della Gran Bretagna. Nel North Yorkshire, nord-ovest dell'Inghilterra si trovano i tre menhir chiamati, a causa delle scalanature presenti lungo il monolite, frecce del Diavolo. Lungo la costa nord orientale dell'isola, nel East Yorkshire, si trova il monolite Rudston, tra i più alti d'Inghilterra. Nella regione centrale del Derbyshire si trova il cerchio di Arbor Low, dove al suo centro all'inizio del XX secolo, sono stati ritrovati resti umani. Nel sud ovest del paese, nel Wiltshire, si trova Stonehenge, probabilmente il più celebre tra i cromlech,  composto da un insieme colossali pietre circolari erette, sormontate da consistenti architravi orizzontali di collegamento di cui alcune sono in quota ed è uno dei più antichi sistemi trilitici conosciuti. Nella stessa contea, ad Avebury, si trovano diversi cerchi di pietra, tra i più grandi del mondo, databili ad un periodo intorno a 3.000 anni fa. Nella vicina contea del Somerset si trovano i cerchi di pietre di Stanton Drew, formato da tre cerchi di pietre, risalenti al 3000 a.C. ca. In Cornovaglia, si trovano il dolmen Chûn Quoit, risalente ad un periodo compreso tra il 3.500 e il 2.500 a.C., che ancora conserva la copertura originale, i tre cerchi di pietra di The Hurlers, risalenti a un periodo compreso tra la fine del Neolitico e gli inizi dell'età del Bronzo, quello di Merry Maidens, tra i meglio conservati della regione, i quattro menhir del sito megalitico di Mên-an-Tol, noto per la forma circolare di uno dei menhir, con un buco nel mezzo di 1,3 m di diametro, il menhir dei St Breock Downs, tra i più grandi della regione.
In Galles, a Carreg Samson si trova un dolmen risalente a oltre 3000 anni prima di Cristo (tardo Neolitico), quello molto ben conservato di Pentre Ifan, risalente al oltre 3500 a .C. , la tomba megalitica di Tomba Tinkinswood, risalente al 4.000 a.C. , Barclodiad y Gawres, una camera sepolcrale megalitica con passaggio cruciforme.
In Irlanda, nella contea britannica di Londonderry, si trovano il sito archeologico di Auglish con i suoi due cerchi di pietre risalenti all'età del bronzo, e il sito megalitico di Corick, composto da cinque cerchi, uno con una grande pietra eretta nel mezzo, e da tre allineamenti di massi, mentre a Beaghmore, contea di Tyrone, il cerchio di pietre e i tumuli risalgono al 2.000 - 1.200 a.C. . A circa 40 km da Dublino, si trova il sito archeologico di Brú na Bóinne, patrimonio dell'umanità dall'UNESCO dal 1993, un vasto complesso archeologico con oltre 90 monumenti risalenti al Neolitico, definito dall'Unesco il sito con la più alta concentrazione di manufatti artistici neolitici d'Europa. Nella contea di Donegal, nell'estremo nord dello stato irlandese, si trova la tomba di Cloghanmore, una tomba megalitica con doppia gallerie parallele a destra e a sinistra del punto d'ingresso. Sempre nel nord-ovest, nella penisola di Knocknarea, si trova Carrowmore, dove sono state rinvenute oltre 30 sepolcri megalitici. Nel nord-est dell'isola, nella Contea di Meath, si trovano Lia Fáil, un megalite presso la Collina dell'Inaugurazione che serviva nella cerimonia di incoronazione degli Alti Re, Newgrange, una tomba a corridoio eccezionalmente grandiosa, costituita da un grande tumulo circolare con un passaggio interno in pietra e camere, risalente al neolitico, intorno al 3.200 a.C. , e Dowth, un'altra tomba corriodio costruita nello stesso periodo della precedente. Poco più a sud, nella Contea di Carlow si trova Dolmen Brownshill, un imponente dolmen, tra i più pesanti d'Europa risalente a 3.500-2.900 a.C. . Nella Contea di Clare, nel sud ovest 'Irlanda si trova il Dolmen di Poulnabrone, tra i dolmen turisticamente noti del paese, risalente tra il 4.200 e il 2.900 a.C. . Nella contea di Cork, nel sud dell'isola, si trovano Carrigagulla, un complesso megalitico costituito da due cerchi di pietra, due allineamenti di monoliti e una pietra ogham (rimossa) e Knocknakilla, un complesso megalitico risalente ad un periodo compreso tra il 1.800 e 1.600 a.C., composto da un cerchio di pietre, un cerchio di pietre radiale a forma di stella.
In Francia si trovano tra 6 000 e 6 5000 strutture megalitiche conservate. In Bretagna, nella penisola del Finistère, si trovano i due siti megalitici più antichi d'Europa, il Cairn di Barnenez, risalente al 4.500 a.C. e che ha rischiato di scomparire perché utilizzato come cava di pietre, e i cairn dell'isola di Guénioc, datati al 4.600 a.C..
Sempre in Bretagna si trova il più esteso sito megalitico d'Europa, a Carnac, nel Morbihan, con circa 3.000 monoliti. Non lontano da Carnac si trova il cairn di Gavrinis, del IV millennio a.C., il più lungo dolmen di Francia con 16 metri famoso perché 23 delle 29 pietre del corridoio sono incise con motivi a spirale raffiguranti, tra l'altro, scudi (il motivo più ricorrente), divinità, asce (presenti in due forme distinte), croci, corna, ecc.
Nel sito archeologico dei tumuli di Bougon in Nuova Aquitania in Francia, nel 1840 sono stati scoperti cinque tumuli sepolcrali, il più antico dei quali risalente al V millennio a.C. . In Bretagna a Locmariaquer si trova il grande menhir spezzato, che oggi giace a terra diviso in quattro parti, ma che originariamente, intorno al 4.500 a.C., con i suoi 20 metri di altezza, era uno dei più alti menhir in Europa, mentre a Essé si trova la La Roche-aux-Fées, una sala coperta della lunghezza di 19,5 metri risalente circa al 2.000 a.C. . In Bretagna operò poi nel XVII secolo il gesuita Julien Maunoir, noto per aver trasformato, per alcuni studiosi distrutto, in monumenti cristiani diverse strutture megalitiche perché considerate pagane, come nel caso del menhir di Saint-Uzec a Pleumeur-Bodou, un menhir risalente ad un periodo compreso tra il III e II millennio a.C. .
In Portogallo si trova il Dolmen di Carapito I che, dopo aver subito alcuni crolli chelo hanno portato in stato di rovina, è stato recuperato e riconosciuto come monumento nazionale del paese. Nel sud est del paese, vicino Evora, si trova il Cromlech di Almendres che, con le sue 95 pietre megalitiche, è uno dei cromlech più antichi del continente, e il Menhir di Outeiro, che con i suoi 6 metri, è il più alto del paese.
Ad Antequera, in Andalusia nel sud della Spagna, si trova il Sito dei dolmen di Antequera, dichiarato patrimonio dell'umanità dell'UNESCO nel 2016.
Tipiche costruzioni megalitiche delle isole Baleari sono i Talaiot, strutture a forma di torre, come quella che si trova nell'insediamento talaiotico di Na Nova, sull'isola di Maiorca, e le Naveta, come la Naveta d'Es Tudons sull'isola di Minorca, un tipo di tomba a camera megalitica.
In Corsica si trova il sito archeologico di Filitosa, uno dei più importanti risalenti al Neolitico, dove sono stati scoperti una ottantina di menhir, risalenti al III secolo a.C. .
I templi megalitici di Malta, sette dei quali sono stati dichiarati patrimonio dell'umanità dall'UNESCO, risalgono ad un periodo compreso tra il IV e il III millennio a.C.. Questi sono i quattro Templi di Tarxien costruiti tra il 3000 a.C. e il 2500 a.C., il Tempio di Mnajdra  e il vicino tempio di Ħaġar Qim, coevi al primo, e il Tempio di Scorba. L'Ipogeo di Ħal-Saflieni, anche questo patrimonio dell'umanità, è un notevole esempio di tempio sotterraneo, scavato tra il 3600 a.C. circa e il 2500 a.C. .
Caratteristi della Sardegna sono i Nuraghe, antiche costruzioni megalitiche, di forma troncoconica presenti, con diversa concentrazione, in tutta la Sardegna, tanto da caratterizzare la civiltà che li costruì. Su Nuraxi, patrimonio dell'Umanità, un nuraghe quadrilobato, cioè con un bastione di quattro torri angolari più una centrale, risale al XVI-XIV secolo a.C. . Tra gli altri nuraghe, si citano nella provincia di Sassari la Tomba dei giganti di Coddu Vecchiu, il Complesso nuragico di Palmavera, il nuraghe Santu Antine, e il Nuraghe La Prisgiona, nella provincia di Nuoro il Nuraghe Mannu, e il Nuraghe Serbissi, nella provincia di Oristano il Nuraghe Losa e il Nuraghe S'Urachi, nella provincia del Medio Campidano il Nuraxi Fenu, e il Nuraghe Santu Sciori, nella provincia del Sud Sardegna il Nuraghe Adoni il Nuraghe Genna Maria, il Nuraghe Is Paras, il nuraghe di Seruci, il Nuraghe Su Mulinu, e il Nuraghe Arrubiu, nell'area metropolitana di Cagliari il Nuraghe Antigori Oltre ai nuraghe, sull'isola sono presenti molte altre strutture megalitiche come, tra le cosiddette tombe dei giganti, la tomba dei giganti di S'Ena e Thomes, che presenta una struttura dolmenica con stele centrale centinata, la tomba dei giganti di Is Concias, e la tomba dei giganti di Su Mont'e s'Abe,. Il dolmen di Sa Coveccada, è il dolmen il più grande dell'isola, e il Dolmen di Motorra è uno dei pochi dolmen a corridoio dell'isola, mentre tra i menhir più alti dell'isola, si cita il menhir di Monte Corru Tundu.
In Sicilia si citano i menhir di Cerami, per i quali si ipotizzano funzioni di tipo astronomico.
In Italia, in Piemonte, in provincia di Biella si trovano i menhir di Cavaglià, menhir riutilizzati per formare in epoca recente un monumento dalle sembianze di un cromlech, e nella città metropolitana di Torino, il menhir di Mazzè alto 4,2 metri. In provincia della Spezia, sono stati scoperti tre menhir, ch da est a ovest sono quello sul monte Caprione, quello di Campiglia Tramonti e quello sul monte Capri. In Lombardia, in provincia di Brescia si trovano le Statue stele di Bagnolo, due statue menhir, su cui sono scolpiti simboli della cultura di Remedello. In Toscana, sull'isola d'Elba, si trovano i cosiddetti Sassi Ritti, quattro mehir risalenti al II secolo a.C. , mentre a Massa Marittima è esposta la Stele di Vado all'Arancio, una Statua Stele rinvenuta nel grossetano. La presenza di strutture megalitiche è attestata anche in Puglia, dove si trovano i menhir di Terlizzi, dello Spirito Santo, e di Ussano, e il Dolmen Frisari.

### Asia
Molto numerosi e imponenti sono i dolmen nell'area caucasica e quelli nel continente asiatico: in Cina e Corea, ma anche in India e Giappone dove alcuni templi induisti e scintoisti sono stati costruiti su precedenti siti megalitici e in alcuni casi le pietre sono ancora oggetto di culto.
Nell'attuale Turchia meridionale, il sito archeologico di Göbekli Tepe, ha dato alla luce diverse strutture megalitiche, risalenti ad un periodo compreso tra il 9.600 e l'8.200 a.C., probabilmente utilizzati in relazione a rituali, molto probabilmente di carattere funerario, oggi Patrimonio dell'umanità dell'UNESCO. Sempre in Turchia, nella regione confinante con la Siria, si trova il sito archeologico di Karahan Tepe, dove sono stati ritrovati megaliti a forma di T, pesanti varie tonnellate, oltre 250 obelischi raffiguranti figure animali.
Sulle alture del Golan, contese da Siria e Israele, si trova il sito archeologico di Rujm el-Hiri, un antico monumento megalitico costituito da più cerchi concentrici in pietra, caratterizzati da un tumulo al centro alto circa 4,5 m.
In Armenia si trova il sito archeologico di Zorats Karer del neolitico, che conserva un cerchio megalitico e intorno a questo diversi menhir.
In Corea del Sud si trovano i Siti dolmenici di Gochang, Hwasun e Ganghwa, un raggruppamento di alcune centinaia di dolmen che venivano usati per scopi funerari o rituali durante il I millennio a.C. nella penisola coreana,inclusi nell'elenco dei Patrimoni dell'umanità dell'UNESCO.
In Mongolia si torvano le Stele del Cervo, un complesso di megaliti sulla cui superficie sono stati scolpiti dei cervi volanti, dei quali non si conosce la funzione precisa.

### Africa
Nel profondo sud dell'Egitto, l'area archeologica di Nabta Playa ha dato alla luce, tra l'altro, cerchi di pietra per i quali si ipotizza un utilizzo di tipo astronomico.
In Senegal si trovano i cerchi di pietra di Senegambia, quattro distinti gruppi che contano 93 cerchi di pietra, protetti come Patrimonio dell'Umanità dall'Unesco.

### America meridionale
In Brasile, vicino alla città di Calçoene, nell'omonimo sito archeologico, è stato scoperto un cerchio di pietre megalitico, che probabilmente avevano la funzione di osservatorio astronomico.

## Funzioni
I megaliti venivano usati per una varietà di scopi che andavano dal servire come marcatori di confine del territorio, al ricordare eventi passati, all'essere parte della religione della società che li ha costruiti. È stato ipotizzato che alcuni megaliti avessero la funzione di misura o di indicazione di importanti eventi astronomici, come i solstizi o gli equinozi.
Lo storico delle religioni ed antropologo Mircea Eliade ha così evidenziato la valenza religiosa dei megaliti: "È importante sottolineare questo fatto: l'uomo spera che il proprio nome sarà ricordato grazie alla pietra; in altre parole, il vincolo con gli antenati è garantito dalla memoria dei loro nomi e delle loro gesta, memoria "fissata" nei megaliti. [....] Ciò che caratterizza le religioni megalitiche è il fatto che le idee di perennità e di continuità tra la vita e la morte sono colte mediante l'esaltazione degli antenati identificati, o associati, alle pietre".